# Lycodes

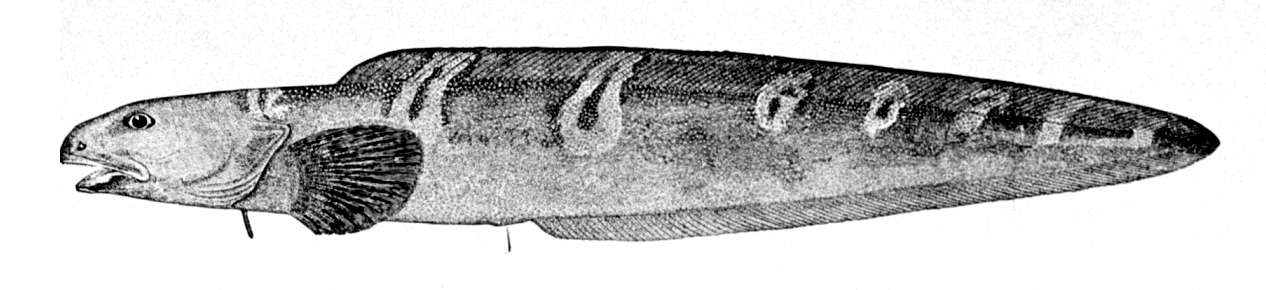
Lycodes esmarkii

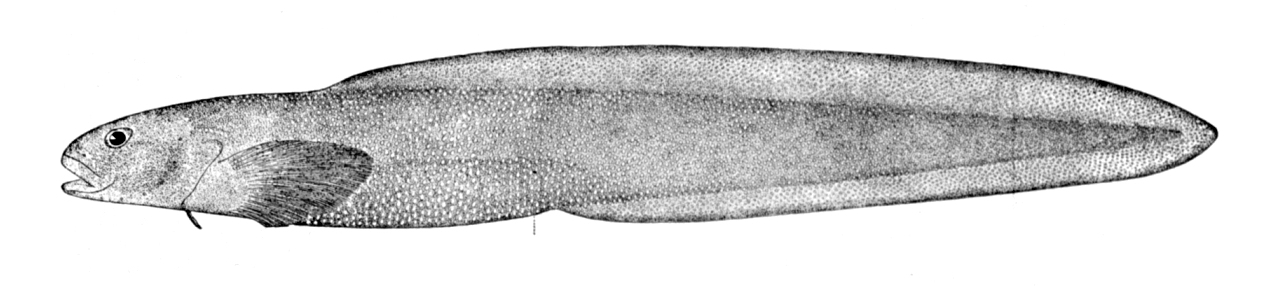
Lycodes frigidus

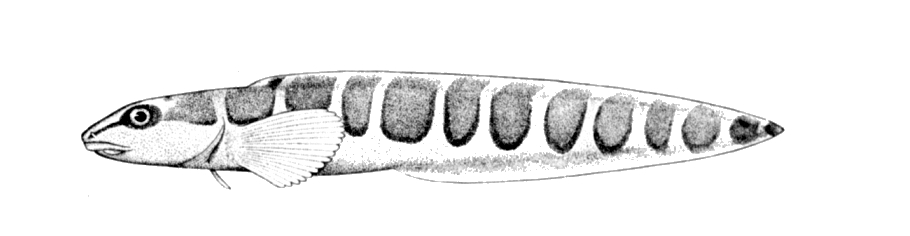
Lycodes reticulatus

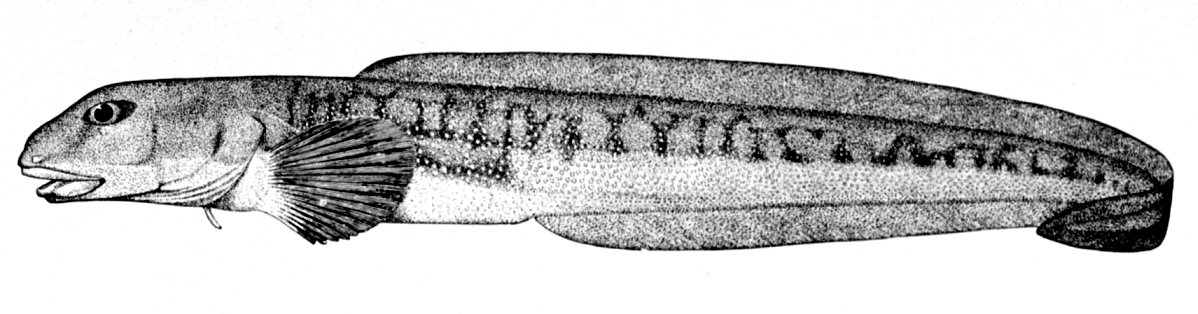
Lycodes vahlii

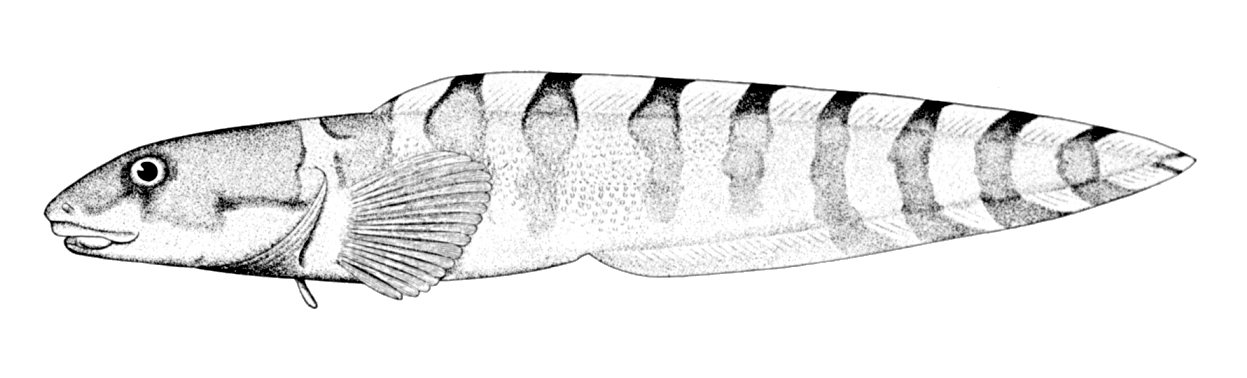
Lycodes reticulatus

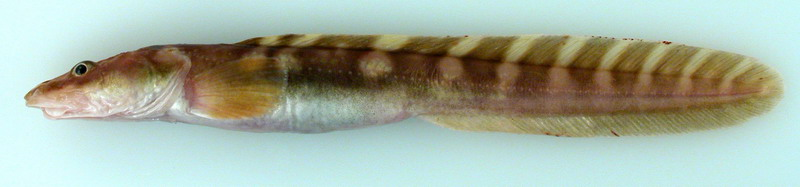
Lycodes turneri

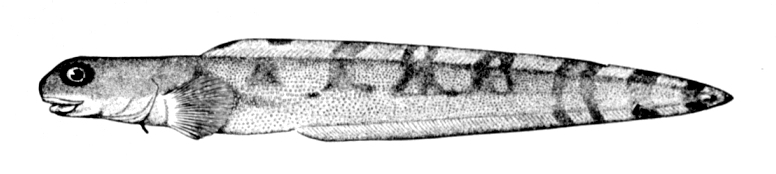
Lycodes vahlii

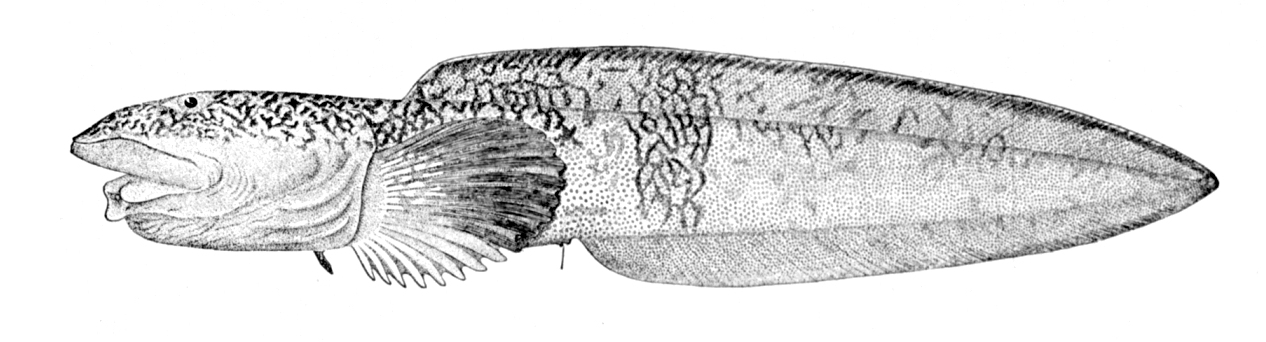
Lycodes reticulatus

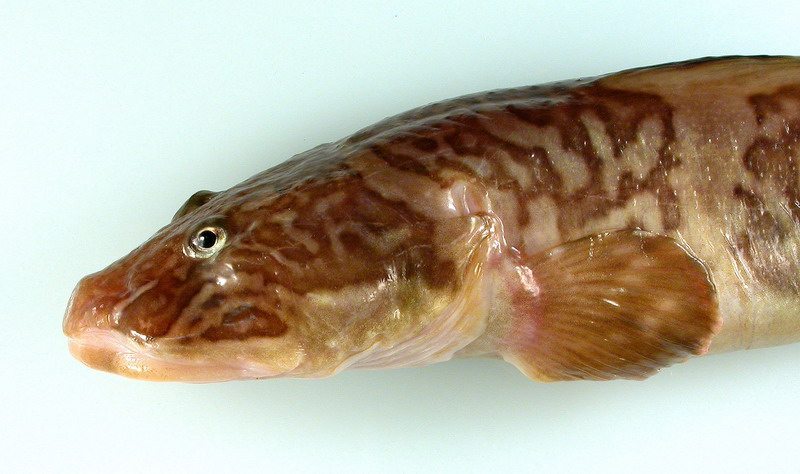
Lycodes raridens

Lycodes és un gènere de peixos de la família dels zoàrcids i de l'ordre dels perciformes.

## Taxonomia
- Lycodes adolfi (Nielsen & Fosså, 1993)[2]
- Lycodes akuugun (Stevenson & Orr, 2006)[3]
- Lycodes albolineatus (Andriàixev, 1955)[4]
- Lycodes albonotatus (Taranetz & Andriàixev, 1934)
- Lycodes bathybius (Schmidt, 1950)[5]
- Lycodes brevipes (Bean, 1890)[6]
- Lycodes brunneofasciatus (Suvorov, 1935)[7]
- Lycodes caudimaculatus (Matsubara, 1936)
- Lycodes concolor (Gill & Townsend, 1897)
- Lycodes cortezianus (Gilbert, 1890)
- Lycodes diapterus (Gilbert, 1892)
- Lycodes esmarkii (Collett, 1875)
- Lycodes eudipleurostictus (Jensen, 1902)
- Lycodes fasciatus (Schmidt, 1904)
- Lycodes frigidus (Collett, 1879)
- Lycodes fulvus (Toyoshima, 1985)
- Lycodes gracilis (Sars, 1867)
- Lycodes heinemanni (Soldatov, 1916)
- Lycodes hubbsi (Matsubara, 1955)
- Lycodes japonicus (Matsubara & Iwai, 1951)
- Lycodes jenseni (Taranetz & Andriàixev, 1935)
- Lycodes jugoricus (Knipowitsch, 1906)
- Lycodes knipowitschi (Popov, 1931)
- Lycodes lavalaei (Vladykov & Tremblay, 1936)
- Lycodes luetkenii (Collett, 1880)
- Lycodes macrochir (Schmidt, 1937)
- Lycodes macrolepis (Taranetz & Andriàixev, 1935)
- Lycodes marisalbi (Knipowitsch, 1906)
- Lycodes matsubarai (Toyoshima, 1985)
- Lycodes mcallisteri (Møller, 2001)
- Lycodes microlepidotus (Schmidt, 1950)
- Lycodes microporus (Toyoshima, 1983)
- Lycodes mucosus (Richardson, 1855)
- Lycodes nakamurae (Tanaka, 1914)
- Lycodes nishimurai (Shinohara & Shirai, 2005)
- Lycodes obscurus (Toyoshima, 1985)
- Lycodes ocellatus (Toyoshima, 1985)
- Lycodes paamiuti (Møller, 2001)
- Lycodes pacificus (Collett, 1879)
- Lycodes palearis (Gilbert, 1896)
- Lycodes pallidus (Collett, 1879)
- Lycodes paucilepidotus (Toyoshima, 1985)
- Lycodes pectoralis (Toyoshima, 1985)
- Lycodes polaris (Sabine, 1824)
- Lycodes raridens (Taranetz & Andriàixev, 1937)
- Lycodes reticulatus (Reinhardt, 1835)
- Lycodes rossii (Malmgren, 1865)
- Lycodes sadoensis (Toyoshima & Honma, 1980)
- Lycodes sagittarius (McAllister, 1976)
- Lycodes schmidti (Gratzianov, 1907)
- Lycodes semenovi (Popov, 1931)
- Lycodes seminudus (Reinhardt, 1837)
- Lycodes sigmatoides (Lindberg & Krasyukova, 1975)
- Lycodes soldatovi (Taranetz & Andriàixev, 1935)
- Lycodes squamiventer (Jensen, 1904)
- Lycodes tanakae (Jordan & Thompson, 1914)
- Lycodes teraoi (Katayama, 1943)
- Lycodes terraenovae (Collett, 1896)
- Lycodes toyamensis (Katayama, 1941)
- Lycodes turneri (Bean, 1879)
- Lycodes uschakovi (Popov, 1931)
- Lycodes vahlii (Reinhardt, 1831)
- Lycodes yamatoi (Toyoshima, 1985)
- Lycodes ygreknotatus (Schmidt, 1950)[8][9][10][11][12][13]